# Karol Wróblewski (aktor)
Karol Wróblewski (ur. 22 kwietnia 1972 w Szczecinie) – polski aktor filmowy, telewizyjny, teatralny i dubbingowy. W 1999 roku ukończył PWSFTViT w Łodzi.

## Kariera
Będąc na trzecim roku studiów Państwowej Wyższej Szkoły Filmowej, Telewizyjnej i Teatralnej w Łodzi zadebiutował w Teatrze im. S. Jaracza w spektaklu Mariusza Grzegorzka „Tramwaj zwany pożądaniem”. Spektaklem dyplomowym „Niezidentyfikowane szczątki ludzkie i prawdziwa natura miłości” (reż. J. Maciejowski) zdobył pierwszą nagrodę na Festiwalu Szkół Teatralnych w Łodzi oraz Grand Prix na Międzynarodowym Festiwalu Szkół Teatralnych w Brnie za najlepszy spektakl aktorski.
Absolwent Wydziału Aktorskiego PWSFTviT w Łodzi z 1999 roku. Grał na deskach między innymi: Teatru Na Woli w Warszawie, łódzkiego Stowarzyszenia Teatralnego – Teatr 77, warszawskiego Teatru Żydowskiego, Teatru Polonia w Warszawie, a także Laboratorium Dramatu. W latach 2006 – 2010 związany z Teatrem Studio w Warszawie, w którym zagrał między innymi: Sir Kaya w „Prze(d)stawieniu” (Tankred Dorst i Ursula Ehler, reż. Agata Duda-Gracz), Synalka w „Bitwie pod Grunwaldem” (Tadeusz Borowski, reż. Marek Fiedor), Abnola w „Nienasyceniu” (Stanisław Ignacy Witkiewicz, reż. Tomasz Hynek) oraz Ludwika w „Oczarowaniu” (Hermann Broch, reż. Marek Fiedor). W teatrze współpracował m.in. z Lechem Raczakiem, Maciejem Kowalewskim, Przemysławem Wojcieszkiem, Markiem Fiedorem, Anną Smolar, Krystyną Jandą.
W bieżącym repertuarze Teatru Dramatycznego można go zobaczyć w spektaklach:
„Chłopaki płaczą” w reż. M. Buszewicza,
„Rewizor” M. Gogola w reż. J. Murawickiego,
„Nasza klasa” T. Słobodzianka w reż. O. Spišáka.
W Teatrze Dramatycznym m.st. Warszawy zagrał również w spektaklach M. Gielety, A. Wieczur i W. Kostrzewskiego.
Na dużym ekranie zadebiutował w filmie pt. „Zutaten fur Traume” (2001), reż. G. Maugg, zagrał również w filmach „Czerwone maki" (2024)  w reż. K. Łukaszewicza, „Raport Pileckiego" (2023), reż. K. Łukaszewicz. Na małym ekranie zaistniał w kilku serialowych rolach, między innymi: „Król", „Klangor", „Mały zgon", „Brokat".
Od kilku lat zajmuje się dubbingiem, pracując m.in.: dla wytwórni Disney, Pixar Animation i Warner Bros.
NAGRODY:
- 2023: za rolę w spektaklu „Chłopaki płaczą”, reż. M. Buszewicz, na XXII Ogólnopolskim Festiwalu Dramaturgii Współczesnej
- 2011: za rolę Zygmunta w spektaklu „Nasza klasa", reż. O. Spišák, na 51-ych Kaliskich Spotkaniach Teatralnych

Nominacja ORŁY 2023, drugoplanowa rola męska „Raport Pileckiego", reż. K. Łukaszewicz

## Filmografia
- 2024: Czerwone maki film – pułkownik Rudnicki
- 2023: Szadź 4
- 2023: Dziady. Śladami Adama Mickiewicza – Doktor BAL U SENATORA
- 2023: Raport Pileckiego – pułkownik UB Józef Róźański
- 2022: Brokat – Kozubowski (odc. 6,10)
- 2021: Klangor – Bogdan (odc. 5)
- 2020: Król – przodownik Puget (odc. 3, 5, 7)
- 2020: Mały zgon – strażnik Bolek (odc. 2, 4, 6, 8)
- 2019: Ojciec Mateusz – Jacek Brzozowski (odc. 270)
- 2018: Kaktus
- 2017: Belfer 2 – agent CBŚ
- 2016: Mira
- 2015: Skazane
- 2014: Nasza klasa spektakl telewizyjny – Zygmunt
- od 2013: Barwy szczęścia – Florian Warecki
- 2012: Misja Afganistan – lekarz (odc. 8)
- 2012 i 2015: Prawo Agaty – sędzia Nowak (odc. 22 i 82)
- 2011–2013: Pierwsza miłość – Cezary Prudnicki
- 2011: Szpilki na Giewoncie – lekarz Jakub
- 2010–2013: Hotel  52 – pilot (odc. 8); Burzyński (odc. 82)
- 2008: Twarzą w twarz – agent
- 2004–2006: Pensjonat pod Różą – uczestnik ‘Fast Date’
- 2004–2008: Kryminalni – ochroniarz skarbca
- 2003: Zutaten für Träume – Tomasz
- 2003–2005: Czego się boją faceci, czyli seks w mniejszym mieście – Antoni
- 2002–2003: Kasia i Tomek – klient Tomka
- 2000: Auf den flüssen
- 1999–2008: Na dobre i na złe – Sylwek, kolega Mejera
- 1997: Wehikuł czasu

## Role teatralne
- 2023: Chłopaki płaczą – reż. Michał Buszewicz, Teatr Dramatyczny w Warszawie
- 2022: Amadeusz – reż. Anna Wieczur, Teatr Dramatyczny w Warszawie
- 2021: Rewizor – reż. Jurij Murawicki, Teatr Dramatyczny w Warszawie
- 2019: Projekt Laramie – reż. Michael Gieleta, Teatr Dramatyczny w Warszawie
- 2010: Nasza klasa – reż. Ondrej Spišák, Teatr Dramatyczny w Warszawie
- 2007: Metoda – reż. Piotr Łazarkiewicz, Teatr Polonia w Warszawie
- 2006: Darkroom – reż. Przemysław Wojcieszek, Och-Teatr w Warszawie

## Reżyseria
- 2017: Małe zbrodnie małżeńskie, obsada Beata Kawka, Mirosław Zbrojewicz
- 2018: Jaskółeczka, obsada m.in.: Agnieszka Matysiak, Mariusz Saniternik

## Polski dubbing
- 2021: Potężne kaczory: Sezon na zmiany – Dan[1]
- 2019: Angry Birds 2 – król Leonard
- 2018: Ant-Man i Osa – Kurt
- 2016: Totalna Porażka: Wariacki wyścig – Jacques
- 2015: Miraculum: Biedronka i Czarny Kot
- 2015: Ant-Man – Kurt
- 2014: Czarownica – Diaval
- 2012: Niesamowity Spider-Man – Nicky
- 2012: Asterix i Obelix: W służbie Jej Królewskiej Mości – Fikus
- 2011: Giganci ze stali – Mashido
- 2011: Hop
- 2011: Gormiti – ojciec Toby’ego i Nicka
- 2011: Cziłała z Beverly Hills 2 – Sam
- 2010: Karate Kid – mistrz Li
- 2010: Connor Heath: Szpieg stażysta – Reuben
- 2010: Aniołki i spółka – Andrzej
- 2010: Big Time Rush – ziomek z gitarą oraz Prezenter w TV
- 2010: Hero 108 – Lin Chung
- 2010: Alicja w Krainie Czarów
- 2010: K9 – inspektor Drake
- 2009: Odlot – robotnik Steve
- 2009: Ben 10: Obca potęga – Wielki Ziąb, Gigantozaur oraz Sędzia Raff
- 2009: Tatastrofa – Skunk
- 2009: Załoga G
- 2009: Scooby Doo i miecz samuraja
- 2009: Góra Czarownic – Stormtrooper Ciardi
- 2008: Camp Rock – Gwary
- 2008: Garfield: Festyn humoru – Nermal
- 2008: Opowieści z Narnii: Książę Kaspian – wiewiórka
- 2008: Wyprawa na Księżyc 3D – komandor Collins
- 2007: Bakugan: Młodzi wojownicy – Maskarad
- 2007: Happy Wkręt – Wilk
- 2006: Scooby Doo!: Ahoj piraci!
- 2006: Auta – DJ
- 2006: Ōban Star Racers –
  - Koji,
  - Trener księcia Aikki (odc. 18)
- 2005: Bionicle 3: W sieci mroku – Toa Vakama
- 2005: Szeregowiec Dolot
- 2005: Opowieści z Narnii: Lew, czarownica i stara szafa – dorosły Piotr
- 2005: Garbi: super bryka – Juan
- 2004: Pupilek
- 2004: Małgosia i buciki
- 2002–2005: Co nowego u Scooby’ego?
- 2001: Liga Sprawiedliwych bez granic – Batman przyszłości
- 1999–2004: Rocket Power